# Антонівська сільська рада (Уманський район)
Анто́нівська сільська́ ра́да — адміністративно-територіальна одиниця та орган місцевого самоврядування в Уманському районі Черкаської області. Адміністративний центр — село Антонівка.

## Загальні відомості
- Населення ради: 637 осіб (станом на 2001 рік)

## Населені пункти
Сільській раді були підпорядковані населені пункти:
- с. Антонівка

## Склад ради
Рада складалася з 12 депутатів та голови.
- Голова ради: Баюк Владислава Миколаївна

### Керівний склад попередніх скликань
| Прізвище, ім'я, по батькові | Основні відомості                                                               | Дата обрання | Дата звільнення |
| --------------------------- | ------------------------------------------------------------------------------- | ------------ | --------------- |
| Саміляк Віктор Іванович     | Сільський голова, 1958 року народження, безпартійний                            | 26.03.2006   | 31.10.2010      |
| Роєнко Володимир Григорович | Сільський голова, 1954 року народження, освіта середня спеціальна, безпартійний | 31.10.2010   | 28.10.2015      |
| Баюк Владислава Миколаївна  | Сільська голова, 1985 року народження, освіта вища, безпартійна                 | 28.10.2015   |                 |

Примітка: таблиця складена за даними сайту Верховної Ради України

### Депутати
За результатами місцевих виборів 2010 року депутатами ради стали:

#### За суб'єктами висування
| Суб'єкт висування           | Кількість обраних депутатів | %    |
| --------------------------- | --------------------------- | ---- |
| Партія регіонів             | 6                           | 50   |
| Аграрна партія України      | 2                           | 16,7 |
| Комуністична партія України | 2                           | 16,7 |
| Самовисування               | 2                           | 16,7 |

#### За округами
| № округу                    | Прізвище, ім'я, по батькові     | Дата визнання обраним | Освіта             | Партійна приналежність            | Відомості про обраного депутата                                       |
| --------------------------- | ------------------------------- | --------------------- | ------------------ | --------------------------------- | --------------------------------------------------------------------- |
| Аграрна партія України      |                                 |                       |                    |                                   |                                                                       |
| 8                           | Пікус Сергій Ананійович         | 31.10.2010            | середня            | позапартійний                     | тимчасово не працює                                                   |
| 9                           | Керезвас Людмила Анатоліївна    | 31.10.2010            | середня спеціальна | позапартійна                      | тимчасово не працює                                                   |
| Комуністична партія України |                                 |                       |                    |                                   |                                                                       |
| 3                           | Баюк Владислава Миколаївна      | 31.10.2010            | вища               | позапартійна                      | Посухівський навчально-виховний комплекс, вихователь                  |
| 10                          | Біленко Микола Михайлович       | 31.10.2010            | середня            | член Комуністичної партії України | АФ «Ліга», тракторист                                                 |
| Партія регіонів             |                                 |                       |                    |                                   |                                                                       |
| 1                           | Мелехін Сергій Миколайович      | 31.10.2010            | вища               | позапартійний                     | Посухівський навчально-виховний комплекс, директор                    |
| 2                           | Кимак Тетяна Михайлівна         | 31.10.2010            | середня спеціальна | позапартійна                      | АФ "Ліга ", бухгалтер                                                 |
| 4                           | Баюк Ганна Вікторівна           | 31.10.2010            | середня            | позапартійна                      | с. Антонівка, бібліотекар                                             |
| 5                           | Кущ Ольга Іванівна              | 31.10.2010            | середня            | позапартійна                      | Територіальний центр соціального обслуговування, соціальний працівник |
| 6                           | Свіщенко Оксана Володимирівна   | 31.10.2010            | середня            | член Партії регіонів              | Територіальний центр соціального обслуговування, соціальний працівник |
| 12                          | Слободяник Ігор Вікторович      | 31.10.2010            | середня спеціальна | позапартійний                     | АФ "Ліга ", лаборант ферми                                            |
| Самовисування               |                                 |                       |                    |                                   |                                                                       |
| 7                           | Боровик Анжела Сергіївна        | 06.01.2013            | середня спеціальна | позапартійна                      | ПП Жеребцов, продавець                                                |
| 11                          | Саміляк Валентина Олександрівна | 31.10.2010            | середня спеціальна | позапартійна                      | Фельдшерсько-акушерський пункт, фельдшер                              |